# Nathalie Moellhausenová
Nathalie Moellhausenová (* 1. prosince 1985 Milán, Itálie) je italská a brazilská sportovní šermířka, která se specializuje na šerm kordem. Itálii reprezentuje od prvního desetiletí jednadvacátého století. Na olympijských hrách startovala v roce 2012 v soutěži družstev. V roce 2010 obsadila třetí místo na mistrovství světa v soutěži jednotlivkyň a v roce 2011 třetí místo na mistrovství Evropy. S italským družstvem kordistek vybojovala v roce 2009 titul mistryň světa a v roce 2007 titul mistryň Evropy.